# هاري ميلارد
هاري ميلارد (بالإنجليزية: Harri Millard)‏ هو لاعب اتحاد الرغبي بريطاني، ولد في 17 أغسطس 1996 في Pontypridd ‏ في المملكة المتحدة.